# Автоетнонім
Автоетнонім (від грецьк. autos — сам, він; ethnos — народ; onoma — ім'я) — назва етнічної спільноти, яку застосовують самі до себе вихідці із однієї й тієї ж спільноти та яка визнається ними такою, що відтворює їх етнічну сутність, заслуговує на всіляку повагу і є предметом їх гордості. У цьому плані автоетноніми близькі за своїм значенням до ендонімів (наприклад, дойче — німці). Досить часто значення автоетноніму збігається зі значенням етноніму, назвою спільноти, яка укорінялася у свідомості представників інших спільнот й є офіційною, загальноприйнятою її назвою (болгари, українці, французи тощо).